# Норецький
Норецький (пол. Norecki) — гірський потік в Україні, у межах Надвірнянського району і Яремчанської міської ради Івано-Франківської області на Гуцульщині. Лівий доплив Женця (басейн Дунаю).

## Опис
Довжина потоку приблизно 1,41 км, найкоротша відстань між витоком і гирлом — 1,40 км, коефіцієнт звивистості потоку — 1,01. Потік тече у гірському масиві Ґорґани (зовнішня смуга Українських Карпат).

## Розташування
Бере початок на південно-східних схилах хребта Явірник (1467 м) (пол. Jawornik). Тече переважно на південний захід і навпроти гирла потоку Роскульського впадає в річку Женець, ліву притоку Пруту.

## Цікавий факт
- У пригирловій частині потоку розташований Нарінецький водоспад[2].